# Scalptia articularoides
Scalptia articularoides is een slakkensoort uit de familie van de Cancellariidae. De wetenschappelijke naam van de soort is voor het eerst geldig gepubliceerd in 1995 door Verhecken.